# Amedeo di Castellamonte
Amedeo Cognengo di Castellamonte (Turim , 17 de junho de 1613 — Turim , 17 de setembro de 1683) foi um arquiteto e engenheiro civil e militar italiano. Era filho de Carlo di Castellamonte.